# Autrans-Méaudre en Vercors
Autrans-Méaudre en Vercors – gmina we Francji, w regionie Owernia-Rodan-Alpy, w departamencie Isère. W 2013 roku liczba ludności na terenie obecnej gminy wynosiła 2973 mieszkańców. 
Gmina została utworzona 1 stycznia 2016 roku z połączenia dwóch wcześniejszych gmin: Autrans oraz Méaudre. Siedzibą gminy została miejscowość Méaudre. 
W miejscowości znajduje się stacja narciarska Le Claret.